# ويليام توماس (سياسي)
ويليام توماس (بالإنجليزية: William Thomas)‏ هو فلاح وسياسي أسترالي، ولد في 7 أبريل 1869 في بورتلاند في أستراليا، وتوفي في 11 يوليو 1924 في أستراليا. حزبياً، نشط في حزب العمال الأسترالي. وقد انتخب عضو الجمعية التشريعية فيكتوريا عن دائرة Electoral district of Glenelg (Victoria) ‏ (21 أكتوبر 1920 – 11 يوليو 1924).